# Herb powiatu kieleckiego

Herb powiatu kieleckiego w latach 1999-2016

Herb powiatu kieleckiego – jeden z symboli powiatu kieleckiego, autorstwa Jerzego Michty, ustanowiony 30 czerwca 1999, ze zmianą 26 września 2016.

## Wygląd i symbolika
Herb przedstawia na tarczy w polu błękitnym złoty krzyż patriarchalny. Jest to symbol Krzyża Świętego i Klasztoru na Łysej Górze, w którym znajdują się jego relikwie oraz nawiązanie do heraldyki województwa świętokrzyskiego.